# تپه‌های قلعه کهنه و گودموردی
تپه‌های قلعه کهنه و گودموردی مربوط به دوران‌های تاریخی پس از اسلام است و در فسا، روبروی دانشگاه آزاد، مجاور باغ حسین جوکار واقع شده و این اثر در تاریخ ۲۳ بهمن ۱۳۸۰ با شمارهٔ ثبت ۴۷۳۳ به‌عنوان یکی از آثار ملی ایران به ثبت رسیده‌است.